# Campionati europei di canoa slalom 2005
I Campionati europei di canoa slalom 2005 sono stati la 6ª edizione della competizione continentale. Si sono svolti a Tacen, in Slovenia, dal 23 al 26 giugno 2005.

## Medagliere
| Pos.   | Paese         | Oro | Argento | Bronzo | Totale |
| ------ | ------------- | --- | ------- | ------ | ------ |
| 1      | Slovacchia    | 3   | 1       | 1      | 5      |
| 2      | Germania      | 2   | 4       | 1      | 7      |
| 3      | Rep. Ceca     | 1   | 2       | 2      | 5      |
| 4      | Slovenia      | 1   | 1       | 0      | 2      |
| 5      | Austria       | 1   | 0       | 1      | 2      |
| 6      | Francia       | 0   | 0       | 1      | 1      |
| 6      | Italia        | 0   | 0       | 1      | 1      |
| 6      | Gran Bretagna | 0   | 0       | 1      | 1      |
| Totale | Totale        | 8   | 8       | 8      | 24     |

## Podi

### Uomini
| Evento              | Oro | Punti  | Argento                                                                                         | Punti  | Bronzo | Punti  |
| Canoa C-1           | Stefan Pfannmöller                                                                                               | 200,55 | Alexander Slafkovský                                                                            | 201,32 | Stuart McIntosh                                                                                            | 201,74 |
| Canoa C-1 a squadre | Slovacchia Michal Martikán Alexander Slafkovský Juraj Minčík                                                     | 227,33 | Germania Stefan Pfannmöller Nico Bettge Jan Benzien                                             | 227,57 | Rep. Ceca Jan Mašek Stanislav Ježek Tomáš Indruch                                                          | 230,12 |
| Canoa C-2           | Rep. Ceca Jaroslav Volf Ondřej Štěpánek                                                                          | 211,60 | Rep. Ceca Marek Jiras Tomáš Máder                                                               | 212,82 | Slovacchia Ladislav Škantár Peter Škantár                                                                  | 213,08 |
| Canoa C-2 a squadre | Slovacchia Milan Kubáň / Marián Olejník Ladislav Škantár / Peter Škantár Pavol Hochschorner / Peter Hochschorner | 241,69 | Germania Kay Simon / Robby Simon Marcus Becker / Stefan Henze Christian Bahmann / Michael Senft | 241,91 | Francia Christophe Luquet / Pierre Luquet Philippe Quémerais / Yann Le Pennec Martin Braud / Cédric Forgit | 247,83 |
| Kayak K-1           | Helmut Oblinger                                                                                                  | 187,39 | Peter Kauzer                                                                                    | 188,25 | Erik Pfannmöller                                                                                           | 188,86 |
| Kayak K-1 a squadre | Slovenia Andrej Nolimal Peter Kauzer Dejan Kralj                                                                 | 208,75 | Germania Erik Pfannmöller Fabian Dörfler Alexander Grimm                                        | 211,86 | Italia Pierpaolo Ferrazzi Stefano Cipressi Daniele Molmenti                                                | 213,75 |

### Donne
| Evento              | Oro                                                       | Punti  | Argento                                             | Punti  | Bronzo                                                       | Punti  |
| Kayak K-1           | Mandy Planert                                             | 216,01 | Štěpánka Hilgertová                                 | 216,32 | Irena Pavelková                                              | 219,08 |
| Kayak K-1 a squadre | Slovacchia Gabriela Zamišková Jana Dukátová Elena Kaliská | 253,49 | Germania Claudia Bär Mandy Planert Heike Frauenrath | 263,61 | Austria Julia Schmid Violetta Oblinger-Peters Corinna Kuhnle | 288,47 |